# Ken Downing
Kenneth Henry Downing (5 de dezembro de 1917 – 3 de maio de 2004) foi um automobilista britânico nascido na Inglaterra que participou dos Grandes Prêmios de Fórmula 1: Inglaterra e Holanda de 1952.